# Hollywood Heights (televisieserie)
Hollywood Heights is een Amerikaanse drama-serie die in première ging op 18 juni 2012.

## Geschiedenis
De laatste aflevering van het eerste seizoen werd in de Verenigde Staten op 5 oktober 2012 vertoond. Het eerste seizoen bestond uit tachtig afleveringen die uitgezonden werden op Nick at Nite. Later werden de afleveringen op TeenNick uitgezonden en in Nederland en Vlaanderen worden de afleveringen uitgezonden op MTV & TeenNick. De hoofdschrijver van het verhaal was Josh Griffith, hij was tevens een van de uitvoerend producenten. Jill Farren-Phelps en Hisham Abed waren de twee andere uitvoerend producenten.
De hoofdrol wordt vertolkt door Brittany Underwood. Zij speelt Loren Tate, een achttienjarige student die ervan droomt om een zangeres en songwriter te worden. Andere hoofdrollen worden gespeeld door Cody Longo, Melissa Ordway, Justin Wilczynski, Ashley Holliday, Jama Williamson, Carlos Ponce, Brandon Bell, Shannon Kane, Grayson McCouch, Hunter King, Robert Adamson, Yara Martinez en Merrin Dungey.

## Verhaal

### Loren wordt ontdekt
Wanneer Eddie Duran en zijn vriendin Chloe Carter terugkomen naar Los Angeles voor het laatste concert van Eddie krijgt Loren Tate, een achttienjarige student, eindelijk de kans om haar idool te zien. Samen met Melissa Sanders, haar vriendin, weet Loren zich bij het concert van Eddie naar binnen te praten precies op het moment dat Eddie het podium opkomt. Na afloop van de show stuurt Loren zelfgeschreven liedteksten via twitter naar Eddie toe en even later vertelt Melissa Loren van een schrijfwedstrijd georganiseerd door Eddie. Na aanmoedigingen van Melissa en Nora Tate, haar moeder, doet Loren alsnog mee aan de wedstrijd en bereikt ze de top 25. Ondertussen haalde Jake Madsen, de manager van Eddie, juist het liedje van Loren van de lijst finalisten af en dus besloot Loren om het lied persoonlijk aan Eddie te geven. Eddie zelf was ondertussen met andere zaken bezig. Hij had plannen zich te verloven met Chloe.
Ondanks enkele problemen verloofde Eddie zich met Chloe. Tegelijkertijd kreeg Loren problemen op school door het toedoen van Adriana Masters en Phil Sanders, de broer van Melissa. Samen hadden Adriana en Phil belastend bewijs in het kluisje van Loren gestopt. Wanneer Loren niet kon bewijzen dat ze onschuldig was hing haar een schorsing boven het hoofd. Ze krijgt uiteindelijk geen schorsing omdat ze weet te bewijzen dat ze onschuldig is. De moeder van Loren krijgt ondertussen via haar vriend Don Masters, de vader van Adriana, het voor elkaar dat Max Duran, de vader van Eddie, naar het liedje van Loren luistert. Zo hoopt Nora dat haar dochter een tweede kans krijgt en dit gebeurt. Loren wordt alsnog aan de lijst van finalisten toegevoegd en ze bereidt zich voor op de wedstrijd.

### Relatie Chloe en Eddie eindigt
Tijdens de wedstrijd overwint Loren haar plankenkoorts en weet ze de wedstrijd te winnen. Als gevolg daarvan mag ze samen met Eddie in een videoclip spelen. Chloe komt ondertussen haar moeder, Jackie Kowalski, tegen tijdens de wedstrijd. Aangezien Chloe Eddie verteld heeft dat haar moeder dood was probeert ze Jackie voor Eddie te verbergen. Uiteindelijk confronteert Max Chloe met haar verleden en dit zorgt ervoor dat Chloe open kaart speelt met Eddie over dit deel van haar verleden. Dit lijkt allemaal goed te gaan tot een privédetective, ingehuurd door Max, een foto maakt van Chloe en Tyler Rorke kussend. Chloe en Eddie krijgen ruzie en dit resulteert in het beëindigen van de verloving.
Chloe probeert verschillende malen het goed te maken met Eddie, maar deze heeft daar geen behoefte aan. Eddie is ondertussen bezig om samen met Loren liederen te schrijven ook al is zijn manager het hier niet volledig mee eens. Jake vindt, tot ongenoegen van Kelly (manager Loren), dat Loren onvoldoende ervaring en talent heeft. Hierover krijgen de twee managers ruzie. Tijdens een feest bij Loren thuis, terwijl Nora samen met Don weg is, wordt het serieuzer tussen Loren en Eddie. Uiteindelijk weet Max Nora over te halen om samen met Loren naar het verjaardagsetentje van Eddie te komen. Met Chloe gaat het ondertussen steeds slechter, ze eindigt met een overdosis medicijnen in het ziekenhuis. Met Phil Sanders gaat het ook niet goed volgens zijn ouders, Gus en Lisa Sanders. Beiden zijn bezorgd om hun zoon omdat deze betrokken zou zijn bij een diefstal.
Nadat blijkt dat Chloe de ontmoeting met Tyler in het ziekenhuis alleen heeft gebruikt om Eddie terug te krijgen wordt Tyler boos en is hij het zat dat Chloe hem alleen maar gebruikt om Eddie terug te krijgen. Ondertussen kust Eddie Loren wanneer zij haar nieuw geschreven lied aan Eddie laat horen. Ondanks de kus wil Eddie het langzaamaan doen met Loren. Wanneer Nora thuiskomt na een date met Don ziet ze Loren en Eddie kussend. Vervolgens komt Eddie een keer bij Loren en Nora thuis eten. Tegelijkertijd vindt Adriana uit dat ze zwanger is van Phil, maar ze vertelt niemand wat. Ondanks dat ze niemand wat vertelt vermoedt Lisa Sanders, de moeder van Phil, dat Adriana zwanger is. Adriana zelf wil het kind houden en ze besluit om eerst bij haar vader te kijken in hoeverre deze bereid is te helpen.

### Eddie en Loren krijgen een relatie
Ondertussen twijfelt Jake aan het nieuwe album van Eddie en hij vraagt hem om het te laten testen in de club van Max. Dan kon Loren in het voorprogramma van Eddie staan. Nora was alleen niet overtuigd van dit idee. Eddie heeft na de problemen wat tijd alleen nodig en gaat naar het strandhuis van Max. Even later vertelt Max aan Loren waar Eddie naartoe is en dat ze langs zou moeten gaan. Nora vertelt vlak voordat Loren wil vertrekken naar het strandhuis dat ze plannen heeft om te investeren in de orthopedischekliniek van Don. Nadat dit besproken is vertrekt Loren naar het strandhuis. Phil raakt ondertussen in grote problemen wanneer detective Conlee en Gus Sanders zijn werkgever, Colorado, confronteren.
Wanneer Loren bij het strandhuis aankomt lijkt Eddie in eerste instantie niet blij. Later echter vindt hij het steeds leuker dat Loren er is maar hij zegt ook dat zijn gevoelens op dit moment niet te vertrouwen zijn. In Los Angeles probeert Don ondertussen het plan om samen te wonen bij Nora erdoorheen te drukken. Nora is er echter niet geheel zeker van of dit het goede is. De relatie tussen Jake en zijn vrouw Traci nadat overspel met Kelly naar buiten komt. Op het strandhuis praten Loren en Eddie ondertussen over hun relatie en ze eindigen kussend. Uiteindelijk besluiten de twee weer terug te gaan naar de stad en daar gaat hij verder met het schrijven van nieuwe liedjes. Gus wordt ondertussen aangevallen door Colorado, maar Phil durft hier niets over te zeggen. Phil wordt zelfs gedwongen om nog meer medicijnen te stelen.
Ondertussen bereiden Loren en Eddie zich voor op het optreden in de club van Max. Loren krijgt een fotoshoot, maar Nora is niet blij met het uiterlijk van Loren. Eddie bekent aan Loren dat hij weer klaar is om met iemand een relatie te beginnen. Tegelijkertijd komt Melissa erachter wie haar echte moeder is en wordt Phil nog meer onder druk gezet door Colorado. Nora heeft inmiddels haar relatie met Don beëindigd omdat hij Nora liet opdraaien voor zijn eigen schulden. Tyler zet ondertussen de moeder van Chloe onder druk om te zorgen dat Chloe, ondertussen is bekend geworden dat ze eigenlijk Cynthia heet, mee teruggaat naar Fresno. Jackie zegt tegen Chloe dat ze de volgende ochtend teruggaat naar Fresno om haar zo te overtuigen. Max speelt een paar eigen liedjes voor Nora waarna ze kussen.

### Het verleden van Chloe
In de aanloop naar het concert krijgt Loren verschillende sms'jes. Deze worden door Nora herkend als van haar vader, omdat er overeenkomsten in zitten met gedichten die hij voor Nora geschreven zou hebben. Nora vertelt Loren ook over de avond met Max en Loren reageert hier gelaten op. Tijdens het concert trekt Eddie Loren het podium op om samen een lied te zingen. De manager van Loren, Kelly, vertelt Jake wat ze voor hem voelt. Tevens praat Tyler met de media over een auto-ongeluk dat heeft geleid tot de dood van Katy Duran, de moeder van Eddie. De journaliste gaat verhaal halen bij Chloe die de waarschijnlijke dader is.
Wanneer de journaliste, Lily Park, ook Eddie bericht over het mogelijke verhaal komt er meer aan het licht over het ongeluk. Ondertussen twijfelt Loren of Kelly wel de juiste manager is naar aanleiding van een verhaal van Eddie. Dit zorgt voor ruzie tussen Eddie en Kelly. Phil probeert de dingen recht te zetten die hij fout heeft gedaan en zijn vriendin, Adriana, vertelt aan haar vader dat ze zwanger is. Don heeft tegelijkertijd ook problemen met Ellie die hem afperst. Wanneer Don medicijnen verhandelt met Colorado gaat Adriana achter hem aan. Ook Phil gaat achter hem aan, maar dan om Adriana te redden. Tevens besluit Nora om te stoppen bij de kliniek van Don omdat ze daar niets meer te zoeken heeft.
Lily, de journaliste, zorgt ondertussen voor een conflict tussen Eddie en Chloe wanneer zij beiden op hetzelfde moment uitnodigt. Er komt meer aan het licht over het ongeluk dat tot de dood van Eddie's moeder leidde. Ook komt aan het licht dat Chloe een vals sms-bericht vanaf de telefoon van Loren heeft laten sturen dat Loren seks gehad heeft met Eddie. Uiteindelijk confronteert Eddie Chloe met beide verhalen. Dit leidt tot een ruzie waarin Chloe vertelt dat Tyler en zij in de auto zaten die het ongeluk veroorzaakte. Ze vertelt echter ook dat het Tyler was die reed. Eddie laat Chloe achter in het appartement van Max boven de club en gaat op zoek naar Tyler. Tyler en Eddie beginnen te vechten. Ondertussen wordt in het appartement Chloe aangerand door Dylan die daarmee Chloe van het balkon afduwt. En Eddie wordt verdacht op de duw.

### Chloe verongelukt en Eddie verdween
Chloe wordt gevonden door Max en Tyler die haar laten afvoeren naar het ziekenhuis. Ondertussen is Eddie nergens te bekennen. Alle plekken worden doorzocht maar nergens is Eddie. Eddie is ondertussen bij een tankstation in Ojai. Even later wordt Max opgebeld. Het is de politie uit Ojai en ze hebben de auto van Eddie gevonden. De auto was verongelukt en de bestuurder was dood. Tegelijkertijd krijgen Don en Adriana ruzie over de zwangerschap van Adriana. Zij wil de baby houden, maar haar vader vindt dat ze te jong is voor een baby. Tevens moeten ze waarschijnlijk naar Miami verhuizen maar dit wil Adriana niet. Loren is extreem ongerust omdat ze niets van Eddie hoort. Zij denkt dat Eddie is gevlucht vanwege het sms-bericht.
Het nieuws over Eddie's overlijden gaat snel en dit maakt bij verschillende mensen veel los. Nora en Max bieden elkaar veel steun en Loren haalt steun bij Melissa. Ondertussen hoopt Kelly vooral dat Loren haar carrière niet laat verslonzen. Tot ongenoegen van Nora besluiten Loren en Kelly de studio in te duiken voor een album. Hier loopt ze vast maar Jake helpt haar uiteindelijk. Chloe komt weer bij, maar niemand is er om dat mee te maken. Max stuurt een DNA-monster naar Ojai om te verifiëren dat de bestuurder echt Eddie is.
Het blijkt dat Eddie nog leeft en wordt opgevangen door Lia en Jeremy. Een zus en broer die in Ojai wonen en Eddie verzorgen sinds ze hem gevonden hebben. Jeremy belt Max op dat Eddie nog leeft. Samen met Nora gaat Max in op zoek naar Eddie zonder de politie te waarschuwen omdat deze dan op zoek waren in verband met de aanslag op Chloe. Er wordt ook gedacht dat Eddie Chloe van het balkon geduwd heeft tijdens de ruzie omdat Tyler het zegt. Onder druk van Tyler bevestigt Chloe dit verhaal terwijl ze zich nog niet kan herinneren wie haar werkelijk over de rand geduwd heeft. Eddie wordt ondertussen ook wakker en hij schrikt omdat hij niet weet waar hij is. Hij wordt gekalmeerd door Lia en Jeremy. Samen met Kelly besluit Loren om haar eerste soloconcert te geven. Het wordt een concert ter nagedachtenis van Eddie. Loren was namelijk nog niet op de hoogte dat Max het telefoontje gekregen had.
De voorbereidingen voor het concert zijn in volle gang en Melissa heeft ondertussen een montage gemaakt van de beste momenten tussen Eddie en Loren. Deze zet ze onder aanmoediging op het internet en ze wordt later nog gebeld door een producent die haar een zomerstage aanbiedt. Chloe herinnert zich ondertussen wat er werkelijk gebeurd is, maar onder druk van Tyler zegt ze niets. Nora gaat haar laatste spullen ophalen uit de kliniek waarbij ze een gaslek ruikt. Don gaat naar binnen om dit te controleren en de kliniek explodeert. Don wordt dood aangetroffen met het horloge van Phil. Phil is de eerste verdachte en hij slaat op de vlucht. Ondertussen slaat ook de werkelijke dader, Ellie, op de vlucht. Phil wordt alsnog gepakt omdat Adriana zijn schuilplaats verraadt. Phil helpt mee, maar zolang Ellie niet gepakt wordt blijft hij de hoofdverdachte.

### Eddie leeft nog
Ondertussen komt het resultaat van het DNA-lab binnen en blijkt dat de bestuurder niet Eddie was. Ook Loren wordt nu verteld dat Eddie misschien nog leeft en niet veel later ook de politie die nog steeds op zoek is naar hem in verband met de aanslag op Chloe. Eddie probeert ondertussen te ontsnappen bij Lia en Jeremy maar dit mislukt. Niet vlak daarna komt de privédetective van Max bij Lia en Jeremy maar deze weet hem ook niet te vinden. Uiteindelijk weet Eddie de broer en zus te overtuigen om hem te laten gaan. Terug in Los Angeles probeert Loren Chloe ervan te overtuigen dat ze de waarheid moet zeggen. Loren gelooft namelijk niet dat Eddie Chloe van het balkon geduwd heeft. Eddie wordt verplaatst naar een hotel en hier kust Lia Eddie, maar Eddie duwt Lia van zich af en zegt dat hij van Loren houdt.
Tyler, Chloe en Jackie besluiten terug te gaan naar Fresno nadat Chloe door Max bedreigd werd om de waarheid te vertellen. Max is er ondertussen op gebrand om de waarheid boven tafel te krijgen. Aan de andere kant krijgt Phil een goede advocaat van zijn ouders omdat hij verdacht wordt van de moord op Don Masters. Phil is nog steeds boos op Adriana omdat zij zijn schuilplaats heeft verraden. Ondertussen krijgen ze in Fresno bezoek van Eddie. Eddie confronteert Chloe en vraagt haar om de waarheid te vertellen. Dit wil ze alleen doen als Eddie het uitmaakt met Loren. Eddie weigert dit en vertelt haar dat ze geen liefde kent. In de voorbereidingen voor het concert van Loren ziet zij haar vader voor het eerst in veertien jaar.

### Concert voor Eddie
Wanneer het concert begint wil Eddie naar binnen om Loren te zien. Loren voelt de aanwezigheid van Eddie en besluit om haar setlist aan te passen. Eddie doet alle mogelijke moeite om niet in handen van de politie te komen en uiteindelijk ontmoeten Loren en Eddie elkaar op de geheime plek in Griffith Park. De politie is Loren echter gevolgd en wanneer ze beginnen te kussen wordt Eddie gearresteerd. Net wanneer Max aan Nora vraagt om bij hem in te trekken worden ze allebei op de hoogte gebracht van de arrestatie van Eddie. Ook is Chloe daar en zij gaat het echte verhaal vertellen. Dit doet ze omdat Tyler het uitgemaakt heeft met haar en ze daar boos om is. Tyler zelf gaat ondertussen in Los Angeles aan een film werken.
Phil krijgt goed nieuws via zijn advocaat. Ellie is namelijk gepakt en alle klachten die tegen hem liepen zijn ingetrokken. Phil houdt zijn woord en vraagt Adriana ten huwelijk. Ondertussen gaat Lia, op verzoek van Eddie, naar Jake toe en krijgt daar voor zichzelf en haar broer alles wat ze willen hebben. 's Ochtends moet Loren vliegen omdat ze een concert heeft in New York. Loren wil echter eerst naar de rechtszaak van Eddie. Net op het punt dat ze willen vertrekken staat Eddie voor de deur. Alle klachten zijn ingetrokken en Eddie is weer vrij. Samen stappen ze een privéjet in waar Nora, Max, Jake en Kelly al zitten. Afsluitend kust Eddie Loren en het vliegtuig vertrekt naar New York.

## Rolverdeling
| Rol              | Acteur             | Opmerkingen |
| ---------------- | ------------------ | --- |
| Loren Tate       | Brittany Underwood | Wil graag beroemd worden en wordt ontdekt door Eddie Duran. Ze krijgt een relatie met hem en is er dan ook helemaal kapot van als blijkt dat hij dood is. Als dat uiteindelijk niet waar blijkt te zijn, is Loren heel erg blij. |
| Eddie Duran      | Cody Longo         | Beroemde zanger. Eerst verloofd met Chloe Carter, daarna verliefd op Loren Tate. Wordt aangeklaagd door Chloe voor poging op moord. Vlucht dan met zijn auto weg. Zijn auto wordt gestolen en hij wordt gevonden in een huisje ergens afgelegen door twee aardige tieners. Zij verzorgen hem daar. De man die zijn auto had gestolen heeft een ongeluk gehad, dus iedereen denkt dat Eddie dood is, wat later niet zo blijkt te zijn.                                            |
| Cynthia Kowalski | Melissa Ordway     | Naam verandert in Chloe Carter. Bedriegt haar verloofde Eddie Duran met Tyler Rorke. Als Eddie hierachter komt is hij er kapot van en verbreekt hij de verloving. Chloe gaat dan verder met Tyler Rorke. Is woedend als haar moeder weer opduikt en haar meeneemt naar Fresno, haar geboorteplaats. Door haar moeder besluit ze echter wel het juiste te doen, en zorgt ervoor dat Eddie weer vrij komt uit de gevangenis, waar hij zat wegens aanklaging van pogingen op moord. |
| Tyler Rorke      | Justin Wilczynski  | Verliefd op Chloe Carter. Chanteert haar met informatie over de dood van de moeder van Eddie, die ze toen ze dronken was, perongeluk heeft aangereden. Tyler zat bij haar in de auto. |
| Melissa Sanders  | Ashley Holliday    | Beste vriendin van Loren. Zus van Phil. Relatie met Adam. Heeft problemen thuis en komt erachter dat haar "ouders" niet haar echter ouders zijn, maar dat haar verloren tante Beth haar echte moeder is. |
| Nora Tate        | Jama Williamson    | Moeder van Loren. Eerst een relatie met Don Masters, later met Max Duran. |
| Max Duran        | Carlos Ponce       | Vader van Eddie. Nadat zijn vrouw overleden is aan een auto-ongeluk, vindt hij het moeilijk om opnieuw een liefde te vinden ondanks dat wordt hij verliefd op Nora Tate ( de moeder van loren tate). Hij vertrouwt Chloe al vanaf het begin niet. |
| Adam             | Nick Krause        | Vriend van Melissa. Helpt haar bij het zoeken van haar verloren tante Beth. |
| Jackie Kowalski  | Daphne Ashbrook    | Moeder van Chloe (Cynthia). Chloe heeft haar aan iedereen als dood verklaart. Ze duikt op een gegeven moment weer op in Chloe's leven. |
| Jake Madsen      | Brandon Bell       | Manager van Eddie Duran. Is niet gelijk onder de indruk van Lorens talent. Getrouwd met Traci Madsen. Problemen in zijn huwelijk door de verliefde Kelly. |
| Traci Madsen     | Shannon Kane       | Vrouw van Jake. Beste vriendin van Kelly. Het gaat niet goed met haar vader dus ze gaat een tijdje weg. Als ze terugkomt blijkt Kelly verliefd te zijn op Jake. |
| Don Masters      | Grayson McCouch    | Vader van Adriana. Baas van een kliniek. Heeft een tijdje een relatie met Nora Tate. Wordt lastiggevallen door Ellie die hem probeert te vermoorden door een gaslek in de kliniek. Hij gaat daardoor dood. |
| Adriana Masters  | Hunter King        | Dochter van Don(hebben een slechte band samen). Ze heeft een relatie met Phil Sanders en raakt zwanger van hem. Heeft een hekel aan Melissa en Loren. Raakt door een gaslek in haar vaders kliniek, haar vader kwijt. Ze is, ondanks de slechte band met haar vader, kapot van zijn dood. Ze trekt daardoor in bij de familie Sanders. Aan het eind van de serie krijgt ze een huwelijks aanzoek en blijkt dan toch wel een beetje aardig te zijn.                               |
| Phil Sanders     | Robert Adamson     | Dief. Werkt voor Colorado(een enge man). Broer van Melissa. Veel problemen met de politie en met zijn ouders. Steelt van zijn vader en van Don Masters(de vader van zijn vriendin) |
| Kelly            | Yara Martinez      | Manager van Loren. Ze was gelijk onder de indruk van haar, in tegen stelling tot Jake. Ze wordt verliefd op Jake en kust hem. Ze probeert volgens Eddie, iets te maken van Loren wat ze niet is. Was beste vrienden met Traci, totdat die erachter komt dat Kelly Jake gezoent heeft. |
| Gus Sanders      | Brian Letscher     | Vader van Phil en Melissa. Getrouwd met Lisa. Hij maakt zich zorgen om zijn zoon, dus schakelt de politie in. Wordt neergestoken door een aanhanger van Colorado. Hij overleeft het. |
| Lisa Sanders     | Meredith Salenger  | Moeder van Phil en Melissa. Getrouwd met Gus. Heeft veel moeite met het feit dat Phil in de problemen zit. Verteld op een gegeven moment de waarheid aan Melissa, over haar tante Beth die haar moeder blijkt te zijn. |
| Ellie Moss       | Merrin Dungey      | Bedreigt Don Masters. Ze is jaloers op Nora vanwege haar relatie met Don. Probeert Don te vermoorden door een gaslek te veroorzaken. Dit lukt haar. Ze wordt gevolgd door de politie die haar op een gegeven moment vinden. |

| Rol              | Acteur              | Opmerkingen |
| ---------------- | ------------------- | --- |
| Lily Park        | Tina Huang          | interviewster die meer te weten wil komen over de dood van Katie Duran.                                                                        |
| Colorado         | Rick Otto           | Phil werkt voor hem. Hij wordt uiteindelijk opgepakt door de politie.                                                                          |
| Osborne Silver   | James Franco        | Wil een film maken met Chloe en Eddie Duran. Eddie wil dat echter niet, dus besluit hij om een film te maken over Chloe's leven.               |
| Connor Morgan    | Vince Jolivette     | Assistent van Osborne Silver |
| Cameron          | Wyatt Nash          | Hij is verliefd op Loren. Ze kennen elkaar van school.                                                                                         |
| Ian              | Eric Tiede          | Vriend van Eddie. En hij is een fotograaf |
| Grace            | Brianne Davis       | Werkneemster in de club van Max Duran. |
| Daphne Miller    | Josie Davis         | Oude vriendin van Max en Katie Duran. Wordt verliefd op Max, maar gaat weg als blijkt dat Max Nora leuker vindt.                               |
| Steven           | Joe Reegan          | Assistent van Jake. Raakt bevriend met Kelly. En Kelly deelt al haar geheimen met Steven.                                                      |
| Beth             | Megan Follows       | Tante van Melissa, die haar moeder blijkt te zijn. En ze was heel erg verslaafd aan drugs.                                                     |
| Kim              | Kelli Goss          | Vriendin van Adriana Masters. Krijgt een beetje begrip voor Loren als Adriana niet meer naar school komt.                                      |
| Lia              | Danielle Savre      | Het meisje, dat samen met haar broer Jeremy, Eddie Duran opvangt als hij is gevlucht voor de politie. Wordt verliefd op Eddie.                 |
| Jeremy           | Colby Paul          | Broer van Lia. Helpt mee met het opvangen van Eddie.                                                                                           |
| Smith            | David Lim           | Vriend van Tyler, die vindt dat Tyler Chloe met rust moet laten.                                                                               |
| Joe Gable        | James Shanklin      | Wordt ingeschakeld om alles te weten te komen over Chloe Carter, en op het eind wordt hij ook gebruikt om Eddie weer terug te vinden uit Ojai. |
| Tony's Assistant | Yeva Bogoroditskaya | |